# لودويغ فيشر (مغني)
لودويغ فيشر (بالألمانية: Ludwig Fischer)‏ (و. 1745 – 1825 م) هو مغني، ومغني أوبرا، وملحن من ألمانيا، والإمبراطورية الرومانية المقدسة، ولد في ماينتس، توفي في برلين، عن عمر يناهز 80 عاماً.